# Thirsty Work
Thirsty Work är ett musikalbum av det brittiska boogierockbandet Status Quo.

## Låtlista
1. Goin' Nowhere (Rossi/Frost/Macannany) 3:50
2. I Didn't Mean It (David) 3:22
3. Confidence (Bown) 3:14
4. Point Of No Return (Bown/Edwards) 3:50
5. Sail Away (Rossi/Frost) 3:34
6. Like It Or Not (Rossi/Frost) 4:01
7. Soft In The Head (Rossi/Frost) 3:20
8. Queenie (Rossi/Frost) 3:32
9. Lover Of The Human Race (Rossi/Bown) 3:32
10. Sherri Don't Fail Me Now! (Bown/Edwards) 3:20
11. Rude Awakening Time (Rossi/Frost) 4:12
12. Back On My Feet (Rossi/Frost) 3:06
13. Restless (J Warnes) 4:10
14. Ciao-Ciao (Rossi/Bown) 3:31
15. Tango (Rossi/Frost) 4:06
16. Sorry (Rossi/Frost) 3:28